# Титус Брандсма
Титус Брандсма (хресне ім'я Сіард Брандсма, нід. Anno Sjoerd Brandsma; 23 лютого 1881, Егеклостер поблизу Болсварда, Фрисландія — 26 липня 1942, Дахау) — нідерландський монах, кармеліт (OCarm), філософ, педагог, журналіст, перекладач, духовний провідник голландських журналістів, церковний асистент часописів, що виходили в тодішніх Нідерландах, святий Католицької Церкви.

## Життєпис
Народився в сім'ї Титуса Брандсма та Тіцє Постма. У віці одинадцяти років вступив до францисканської семінарії в Мегені. Через погане здоров'я та занадто суворі правила чернечого життя переїхав до кармелітського абатства в Боксмірі (1898), заснованого в 1652 році в Північному Брабанті. Тут він взяв ім'я свого батька Титус і склав чернечі обіти (1899). У 1905 році висвячений на священника. Навчався в Папському Григоріанському університеті і отримав ступінь доктора філософії (1909). Викладав філософію в університеті Осса і Неймегена (1923), а в 1923/1924 навчальному році був ректором останнього. Заснував католицьку публічну бібліотеку та марійський журнал, головним редактором якого був.
З 1934 року відверто виступав проти фашизму та нацистської ідеології. Під час Другої світової війни, після окупації Нідерландів Німеччиною (1940), виступав проти антиєврейських законів.
У січні 1942 року отець Титус Брандсма був заарештований, переведений з в'язниці до в'язниці і врешті ув'язнений у концтаборі Дахау (квітень 1942). Щоб зламати його моральний опір нацистам, з ним жорстоко поводилися, знущалися та примушували до каторжних робіт. Коли він вийшов із сил, його перевели до табору в лікарню, де зробили укол отрути (фенолу), а тіло спалили в крематорії.

## Культ
Отець Титус Брандсма був беатифікований 3 листопада 1985 року Папою Іваном Павлом II. 25 листопада 2021 року Папа Франциск підписав декрет про визнання чуда за заступництвом блаженного, що відкрило шлях до його канонізації, а сама дата канонізації була оголошена 4 березня 2022 року під час консисторії.
15 травня 2022 року під час урочистої Святої Меси на Площі святого Петра у Ватикані Папа Франциск здійснив першу від часу пандемії COVID-19 канонізацію блаженного Титуса Брандсми і дев'яти інших блаженних, вписавши його до сонму святих Католицької Церкви.
У 2005 році жителі Неймегена визнали Тітуса Брандсмана найвидатнішим мешканцем міста за всю його історію і освятили на його честь церкву. У Болсварді є музей його імені.
Літургійний спомин відзначається в день його смерті 26 липня.